# Август Харамбашич
Август Харамбашич (хорв. August Harambašić, 14 липня 1861, Доній Михоляць — 16 липня 1911, Загреб) — хорватський поет, публіцист, перекладач і політичний діяч.

## Біографія
Август Харамбашич народився у містечку Доній Михоляць у 1861 році. У дитинстві він втратив матір, а у п’ятнадцятирічному віці залишився сиротою після смерті батька. Навчався у гімназіях Осієка та Пожеги. Ще під час навчання виявив схильність до літератури та політичної діяльності. Він був редактором гімназійного журналу та активно підтримував ідеї Партії права.
Після закінчення гімназії у 1879 році вступив на юридичний факультет Загребського університету, однак через участь у політичних демонстраціях був тимчасово виключений. Продовжив навчання у Відні, а згодом повернувся до Загреба, де у 1884 році завершив юридичну освіту. Докторську дисертацію захистив у 1892 році, у 1894 році склав суддівський іспит, а у 1896 році – адвокатський. Дозвіл на самостійну адвокатську діяльність отримав у 1900 році, після чого працював у сфері юриспруденції, водночас активно займаючись літературною діяльністю. У 1897 році одружився з Маріцею, донькою політика Франа Фольнеговича. На початку ХХ століття Харамбашич відійшов від активної політики, а його психічний стан почав погіршуватися. У 1910 році він був госпіталізований до психіатричної лікарні в Стенєвці, де провів останні місяці життя. Помер 16 липня 1911 року в самотності.

## Політична діяльність
Харамбашич був відданим прихильником Анте Старчевича та правашеської ідеології. Брав участь у діяльності політичних видань, серед яких “Хорватська фея” (Hrvatska vila), “Батіг” (Bič), “Шип” (Trn) та “Балкани” (Balkan). Через свою політичну позицію неодноразово зазнавав арештів і переслідувань. У 1886 році за публікацію прозових поезій правашеського спрямування “Три молитви” (Tri molitve) був засуджений до шести місяців ув’язнення та позбавлений громадянських прав, які йому повернули лише у 1890 році.
У 1901 році став депутатом хорватського парламенту. В останні роки життя, після політичного розколу, відійшов від активної діяльності та перейшов на державну службу в уряді бана Павла Рауха, що викликало критику його колишніх соратників.

## Літературна творчість
Август Харамбашич був одним із найпопулярніших хорватських поетів кінця XIX століття. Його творчість поєднувала патріотичну поезію, любовну лірику, сатиричні твори, а також художню прозу. Літературна діяльність Харамбашича тісно пов’язана з його політичними переконаннями – у багатьох творах він висловлював ідеї хорватського національного визволення, а також оспівував велич історичного минулого.
Свої перші поетичні твори Харамбашич почав публікувати ще під час навчання в гімназії. Його поезія швидко здобула популярність, а його вірші стали символом патріотичного руху.
У 1882 році він видає свою першу збірку  «Розмаринки» (Ružmarinke), що заклала основу його поетичного стилю. Наступні збірки “Лібертаріанки” (Slobodarke, 1883) та “Короткі вірші” (Sitne pjesme, 1884) ще більше закріпили його авторитет як одного з головних поетів-патріотів.
У 1887 році з’являється його збірка “Тугомілки” (Tugomilke), присвячена його юнацькому коханню, що трагічно загинуло. Саме ця збірка стала одним із найбільш виразних зразків його любовної лірики.
Протягом 1890-х років Харамбашич продовжував активну літературну діяльність, видаючи збірки “Невенки” (Nevenke, 1892) та “Вибрані вірші” (Izabrane pjesme, 1895). Його проза також мала значний вплив – у 1888 році виходить поетичне оповідання “Раб” (Rob), що було заборонене, оскільки в ньому йдеться про боснійську окупацію.
Окрім поезії, Харамбашич писав сатиричні твори, епіграми та гумористичні вірші, які публікував у різних періодичних виданнях. Значну частину його творчості становлять історичні розповіді, патріотичні новели та есеї.
Харамбашич також писав для дітей – у його доробку є збірки казок та поезій, серед яких “Золота книга для дітей” (Zlatna knjiga za djecu, 1890) та “Малий рай” (Mali raj, 1891).
Крім цього, він створював лібрето до опер, зокрема:
- “Златка” (Zlatka)
- “Арміда” (Armida) – спільна робота з С. Мілетичем, яку поклав на музику композитор Іван Зайц

Окрему роль у творчості Харамбашича відігравала його перекладацька діяльність. Він працював над перекладами класичних європейських авторів, зокрема: Вільяма Шекспіра, Миколи Гоголя, Льва Толстого, Генріха Гейне, Віктора Гюго, Тараса Шевченка. Найбільш значні його переклади — оповідання Т. Шевченка “Тарас Шевченко. Поетичні оповідання” (Pjesničke pripovijesti, 1887) та розвідка про Тараса Шевченка; антитурецькі вірші Г. Ботева та інших поетів (“Болгарські вірші” (Bugarske pjesme, 1886). У 1899 видав книгу перекладів «Марко Вовчок. Народні оповідання» (Marko Vovčok. Pučke pripoviesti).Окрім Шеченка та Вовчка, Харамбашич також видав інші свої переклади з української на хорватську в різних журналах і газетах того часу. Український переклад поезії Августа Харамбашича, здійснений Павлом Грабовським, опубліковано у збірці «З чужого поля» в 1895 році.